# Утиные истории (мультсериал, 2017)
«Утиные истории» (англ. DuckTales) — мультсериал студии Disney Television Animation, перезапуск известного одноимённого мультсериала 1987 года, приуроченный к его 30-летию. Официальная премьера мультсериала состоялась: в мире — 12 августа 2017 года, а в России — 6 ноября 2017 года. Чуть ранее, 31 октября, на канале Дисней состоялся показ 5 серии, как серии на Хэллоуин.
Премьера второго сезона состоялась 20 октября 2018 года (в России — 2 сентября 2019 года), включая рождественский эпизод под названием «Последнее Рождество!». 21 сентября 2018 года Утиные истории были продлены на третий сезон. Премьера третьего и последнего сезона состоялась 4 апреля 2020 года.

## Краткий сюжет
Скрудж Макдак, десять лет не общавшийся со своим племянником Дональдом Даком, воссоединяется с ним после того, как тот просит Скруджа на день присмотреть за своими тремя племянниками Билли, Вилли и Дилли. Скрудж приглашает всех четверых пожить в поместье Макдак с ним, его домработницей миссис Клювдией и её внучкой Поночкой Вандеркряк. Вместе компания отправляется во множество новых экспедиций по поиску сокровищ и приключений по миру, сражаясь с такими злодеями, как Флинтхарт Гломгольд, Братья Гавс и Марк Клювс.
В первом сезоне Вилли и Поночка раскрывают тайны напряжённых отношений Скруджа и Дональда и необъяснимого исчезновения матери Билли, Вилли и Дилли и сестры-близнеца Дональда Деллы Дак, в то время как злая колдунья Магика де Гипноз манипулирует событиями, чтобы подготовить своё возвращение и отомстить Скруджу.
Во втором сезоне Скрудж и Гломгольд соревнуются за то, чтобы к концу года стать богатейшим селезнем в мире, в то время как Дилли пытается начать свой собственный многомиллионный бизнес в надежде пойти по стопам Скруджа. Делла также воссоединяется со своей семьей после побега с Луны и приспосабливается к своему новообретенному материнству, не подозревая, что Дональд находится там в плену, а лунные жители планируют вторгнуться на Землю.
В третьем сезоне секретная организация В.А.О.Н. строит план по уничтожению семьи Макдак после вторжения лунных жителей. После находки дневника, ведущего к потерянным сокровищам, за которыми охотится В.А.О.Н., две силы вступают в гонку со временем, чтобы найти их раньше, чем другая.

## Список серий
| Сезон           | Сезон           | Кол-во серий | Дата выхода     | Дата выхода      | Дата выхода     | Дата выхода     |
| Сезон           | Сезон           | Кол-во серий | США             | США              | Россия          | Россия          |
| Сезон           | Сезон           | Кол-во серий | Премьера        | Финал            | Премьера        | Финал           |
| --------------- | --------------- | ------------ | --------------- | ---------------- | --------------- | --------------- |
| Короткометражки | Короткометражки | 6            | 9 июня 2017     | 16 июня 2017     | 29 октября 2017 | 11 ноября 2017  |
|                 | 1               | 23           | 12 августа 2017 | 18 августа 2018  | 6 ноября 2017   | 24 декабря 2018 |
|                 | 2               | 24           | 20 октября 2018 | 12 сентября 2019 | 2 сентября 2019 | 6 ноября 2019   |
|                 | 3               | 22           | 4 апреля 2020   | 15 марта 2021    | 30 октября 2020 | 16 апреля 2021  |

## Список персонажей
Основной голосовой актёрский состав сериала был объявлен 16 декабря 2016 года.

### Главные роли
- Скрудж Макдак (озвучивает Дэвид Теннант) — селезень-миллиардер. Дядя Дональда и Деллы Дак, двоюродный дедушка Билли, Вилли и Дилли Даков — сыновей Деллы и племянников Дональда, отец/генетический донор Поночки Вандеркряк (как выяснилось в финале 3 сезона и всего мультсериала). Строгий, но в то же время добрый, Скрудж берёт на себя большую ответственность при составлении карт своих путешествий, используя знания, накопленные за свои годы, чтобы сохранить себя в безопасности и избежать проблем. Он рад передавать свои знания другим, при условии, что они будут слушать.
- Билли Дак (озвучивает Дэнни Пуди) — брат-близнец Вилли и Дилли, сын Деллы Дак, внучатый племянник Скруджа МакДака и племянник Дональда, член Общества Юных Сурков. Билли самый организованный и серьезный из братьев. Он верит только тому, что видел сам или тому, что доказано наукой. Больше всего полагается на сведения из «Энциклопедии Юных Сурков» и постоянно их обновляет. Билли имеет стратегическое мышление, которое использует в игре с братьями и для планирования праздников, у него обострённое чувство опасности и ответственности — он любит действовать согласно правилам и редко от них отступает. Носит одежду красного цвета. Один из лучших друзей Билли — К.Р.О.К.
- Вилли Дак (озвучивает Бен Шварц) — внучатый племянник Скруджа МакДака, брат-близнец Билли и Дилли. Вилли — самый непоседливый из всех троих, а также отличный пилот (управлению самолётом его научит Делла Дак). Он авантюрист в душе, мечтает стать всемирно известным и популярным. Воздушный пират Дон Карнаж считает Вилли своим главным врагом, потому что завидует его артистизму и таланту шоумэна. Лучший друг Вилли — Зигзаг Маккряк, а также он близок с Поночкой. Вилли часто обыгрывает своё имя в речи, используя такие слова, как, например, «ВИЛЛИколепен» или «поВИЛЛИвать». Носит одежду синего цвета.
- Дилли Дак (озвучивает Бобби Мойнахан) — внучатый племянник Скруджа МакДака, сын Деллы Дак, вместе с Билли и Вилли, и племянник Дональда Дака. По характеру, Дилли, пожалуй, полная противоположность своих братьев. Он меньше других в семье любит приключения. Он довольно беспечен и безразличен, это подтверждается его поведением и привычками. Дилли очень ленив, он не любит совершать лишних движений. Также, Дилли немного трусоват и ему часто приходится спасаться бегством от опасности. В то же время, Дилли не лишён обаяния и очень хитёр, он легко может заговорить любого, кто попадётся на его лесть или ложь. Это его основное оружие и главный талант. Его мало что волнует, кроме денег. Дилли любит лёгкую наживу и не упускает возможности обогатиться, в попытках заработать состояние, Дилли создал компанию «Дилли Инкорпорейтед». В то же время он не ценит заработанное, и часто тратит сразу же всё, что у него есть. В основном, на свои прихоти, например, шипучку, которую он очень любит. Точно так же он относится к вещам, считая, что раз он живёт в особняке с богатым дядей, то может беспечно тратить его деньги, например, покупая новый смартфон просто потому, что предыдущий разрядился и Дилли было лень его зарядить. Скрудж преподаёт Дилли урок ценности труда, но это мало его меняет — заработанный дайм он по привычке тратит. Однако Скрудж считает, что именно Дилли имеет потенциал, чтобы в будущем стать таким же богатым, как его дядя-миллиардер. Дилли носит одежду зелёного цвета.
- Поночка Вандеркряк (озвучивает Кейт Микуччи) — внучка домоправительницы Скруджа Макдака, миссис Клювдии. Весёлая, бесстрашная и чрезмерно любознательная, возможно, потому, что бабушка слишком сильно опекала её, даже не разрешая выходить из особняка Макдака. По этой же причине она не знает многих вещей, так очевидных обычному ребенку — она ни разу не ездила в автобусе, а одна из ее мечт — попробовать бургер. Но тем не менее, она легко заводит новых друзей, пусть иногда и довольно странным образом. В финале 3 сезона и всего мультсериала выяснилось, что Поночка — клон/дочь Скруджа Макдака, созданная В.А.О.Н. по приказу Брэдфорда Скряггарда (и изначально названная «проект Эйприл») для того, чтобы найти могущественный артефакт, Папирус Судьбы, который сможет достать лишь его «законный наследник». Но когда Поночка ещё была младенцем, агент Ш.У.Ш.У. Бентина Клювдия спасла её из лап В.А.О.Н. и растила её как свою внучку. После того, как Скрудж узнал всё это, он с радостью принял Поночку как свою дочь. Клювдия обучила Поночку всем навыкам шпиона, благодаря чему Поночка может постоять за себя. Лучшие подруги Поночки — Лина и Вайолет.
- Бентина Клювдия (озвучивает Токс Олагундойе) — гувернантка и прислуга в доме Скруджа Макдака. Бабушка Поночки Вандеркряк. В прошлом шпионка, работала в паре со Скруджем Макдаком на Ш.У.Ш.У. Клювдия строгая, но справедливая. Она строга даже со Скруджем, так как именно она настояла, чтобы он пообщался с племянниками. Она не терпит нарушения правил проживания в доме, как, например, Дональд, и требует их соблюдения и чтобы всё делалось с её ведома. Будучи в прошлом шпионом, Клювдия хорошо разбирается в проводке, также её загадочное прошлое сильно повлияло на воспитание Поночки. Клювдия физически очень сильная и владеет боевыми искусствами.
- Зигзаг Маккряк (озвучивает Бек Беннет) — личный шофёр и пилот Скруджа Макдака. Основные качества Зигзага — это наивность, преданность и легкомыслие. Он очень предан Скруджу Макдаку, на которого работает. Также он очень и невнимателен: именно невнимательность являются причиной всех его аварий. Он доверчив, его легко обмануть. А ещё он достаточно впечатлительный. Тем не менее, Зигзаг очень добр и умеет ценить дружбу. Является большим фанатом шоу «Чёрный Плащ». Лучший друг Зигзага — Вилли Дак.
- Дональд Дак (озвучивает Тони Ансельмо/Дон Чидл (модулятор Баркса)/Расси Тейлор и Кристина Ви (в молодости) — племянник Скруджа Макдака, брат Деллы Дак, кузен Глэдстоуна и дядя Дилли, Вилли и Билли. Дональд добрый и весёлый селезень. Окружающие часто не понимают, что он говорит из-за его голоса и произношения. Дональд постоянно попадает в комичные ситуации, связанные либо с его невезучестью, либо неловкостью, из-за чего со временем он стал очень вспыльчивым. Иногда он выходит из себя и даже ходит к психотерапевту, чтобы научиться управлять гневом. Однако это никак не повлияло на его ответственность. Дональд ценит семью и друзей, он в одиночку воспитал троих племянников и продолжает о них заботиться. В ходе сюжета Дональд встречает и влюбляется в дизайнера одежды Дейзи. В детстве Дональд увлекался музыкой и играл на гитаре, а в юношестве даже состоял в музыкальной группе.
- Делла Дак (озвучивает Пэйджет Брюстер) — мать Билли, Вилли и Дилли, а также сестра-двойняшка Дональда. Делла — прирождённая авантюристка, она была компаньоном Скруджа Макдака и сопровождала его во многих путешествиях, исполняя также обязанности пилота. Вместе они объехали весь земной шар. В честь рождения тройняшек Скрудж хотел подарить ей космический корабль, построенный для исследования космоса, но будущая мать обнаружила ракету раньше (как выяснилось в финале 3 сезона и всего мультсериала, Делле о существовании ракеты сообщил Брэдфорд Скряггард, лидер и основатель В.А.О.Н., чтобы таким образом разрушить семью Скруджа, тем самым сломить его и одержать победу над ним), она забрала корабль, оставив короткую записку. По пути отважный пилот попал в космический шторм, Скрудж понимал, что она единственная, кто сможет его преодолеть и давал указания, однако сигнал стал пропадать и в конце концов ракета пропала с радаров. Скрудж не жалел сил и средств для поисков Деллы, но все попытки найти её были тщетны. Делла впервые дебютирует в конце первого сезона. Пережив аварию на Луне, она потеряла ногу, но выжила. При помощи лунян отремонтировала корабль и вернулась на Землю.

### Второстепенные персонажи

#### Союзники
- Винт Разболтайло (озвучивает Джим Раш) — гениальный ученый и изобретатель, работает на Скруджа МакДака. Винт высокомерен и саркастичен. Почти все изобретения Винта становятся злыми и опасными.
- Фентон Крякшелл-Кабрера / Утко-робот «Гизмо» (озвучивает Лин-Мануэль Миранда) — ассистент и интерн, работающий в лаборатории Винта Разболтайло. Фентон — талантливый учёный, хотя Винт его и недооценивает. По натуре Фентон — добрый, смелый и отзывчивый селезень, готовый всегда прийти на помощь. По совместительству с работой учёного, Фентон также является Уткороботом и неоднократно спасает жителей.
- Дакворт (озвучивает Дэвид Кэй) — призрак умершего дворецкого Скруджа МакДака. Он, как и все дворецкие, вежлив и невозмутим, однако после смерти он получил способность обращаться в демона при гневе. Невероятно предан Скруджу и исполняет свои обязанности даже после смерти. Известен тем, что устраивал для Скруджа самые лучшие вечеринки на день рождения.
- Лина (озвучивает Кимико Гленн) — тень, принявшая облик девочки-подростка и образовавшаяся после заточения Магики Де Гипноз в Первой монете Скруджа, является её шпионом и хранит магические силы. В ходе сериала переходит на сторону Скруджа и его семьи. Дружит с Поночкой, а позже с Билли, Вилли и Дилли. В третьем сезоне после случая с Фантомным Болтом она приобрела свои магические силы.
- Вайолет Саблекрыл (озвучивает Лайб Барер) — девочка 10-12 лет. Знакомится с Поночкой в библиотеке и становится её подругой. Она намного спокойнее, чем Поночка и не такая несносная, как Лина. Она активно читает книги и старается изучить всё, с чем столкнётся. Она также хорошо разбирается в экзорцизме и знает, как призвать духов. Состоит в отряде Юных Сурков и является старшим Сурком.
- Затмение 'Мэнни' (озвучивает Джули Боуэн) — жительница города на Луне. Она осталась единственным воином, способным защитить город и его обитателей. После победы над Лунарисом осталась жить на Земле.
- Зен Совинсон (озвучивает Наташа Ротуэлл) — новый руководитель компании «Гломгольд Индастриз», пришедшая после пропажи Флинтхарта Гломгольда. Была лучшей на курсе в вымышленном колледже Мыштон, а также основала благотворительный фонд. После возвращения Гломгольда стала его ассистентом. Позже, устав от выходок Гломгольда, переходит работать к Скруджу. А спустя время становится мэром города Сен-Канар.
- Голди О’Гилт (озвучивает Эллисон Дженни) — путешественница и аферистка. Она — первая и единственная любовь Скруджа МакДака и его бывшая подруга. Она использует свою смекалку и хитрость, чтобы выбираться из многих передряг целой и невредимой, а также обогатиться. Носит в бумажнике фотографии Скруджа, а также Дилли, с которым сблизится после вечеринки по случаю дня рождения Дуфуса Дрейка.
- Миссис Крякфастер (озвучивает Сьюзен Блэксли) — библиотекарь, хранительница архива Скруджа МакДака. Крякфастер работает у Скруджа уже очень давно. Она очень серьёзно и ответственно относится к своей работе и просто так ничего не делает.
- Миссис Кабрера (озвучивает Селенис Лейва) — офицер полиции Дакбурга, а также мама Фентона, которого она очень любит.
- Дуфус Дрейк (озвучивает Джон Гемберлинг) — утёнок, испорченный деньгами, которые ему оставила в наследство его любимая бабушка «Баба Купи». Чудаковат и безумен, эгоистичен и имеет проблемы с нервами. Сделал своих родителей слугами. Также следует заметить, что ему трудно заводить новых друзей и поэтому он так дорожит ими, что готов сделать пленниками в собственном доме.
  - Мистер и Миссис Дрейк (озвучивает Юрий Ловенталь и Тара Платт) — родители Дуфуса Дрейка, запуганные сыном и вынужденные работать у него прислугой. Позже освобождаются из-под его гнёта, когда усыновляют Крока.
  - К.Р.О.К. (озвучивает Николя Канту) — живой андроид, он был первым изобретением юного лаборанта Винта Разболтайло. Сейчас его усыновила семья Дрейков. К.Р.О.К. любознательный и весёлый, больше всего на свете он хочет быть самым обычным мальчиком. Состоит в Отряде Юных Сурков и является лучшим другом Билли Дака.
- Глэдстоун Гусак (озвучивает Пол Ф. Томпкинс) — двоюродный брат Деллы, Дональда и Фетрая Даков. Глэдстоун довольно самолюбив и эгоистичен. Он не готов жертвовать собой ради спасения других и предпочитает делать всё наоборот. В противоположность Дональду, у Глэдстоуна всегда действует удача. Всё ему достаётся даром и он постоянно находит деньги, которые даже сами залетают в его бумажник.
- Лаптли Дак (озвучивает Томас Кенни) — чудаковатый кузен Дональда и Деллы Даков, а также Глэдстоуна Гусака, племянник Скруджа. Работал смотрителем и уборщиком на глубоководной лаборатории Скруджа, а позже решил стать ученым.
- Зевс (озвучивает Майкл Чиклис) — верховный бог грома и молний. Вспыльчив и обидчив. Он не любит и не умеет проигрывать и готов на всё, лишь бы превзойти и унизить Скруджа.
- Журакл (озвучивает Крис Диамантопулос) — греческий бог, великий герой и сын Зевса. Журакл добродушный и весёлый, а также отзывчивый и любит гостей. Он очень любит Дональда, восхищается им и считает его своим самым лучшим другом.
- Селена (озвучивает Ниа Вардалос) — греческая богиня Луны, является подругой Деллы. Она очень добра и всегда может поддержать своих друзей в трудную минуту.
- Харибда (озвучивает Фред Таташор) — морское существо, охраняющее копьё Посейдона. Похоже одновременно на рыбу и на осьминога. Умеет напугать, но на самом деле доброжелательный и приветливый монстр.
- Кряк Лапчатый / Чёрный Плащ (озвучивает Крис Диамантопулос) — большой фанат сериала про Чёрного Плаща и президент клуба фанатов Джима Старлинга, исполнявшего в сериале главную роль. Кряк — молодая кинозвезда, снимается в роли Черного Плаща в новом блокбастере. Впоследствии становится реальным героем Чёрным Плащом. Он обладает всеми качествами героя, у него огромная сила воли, устойчивость к повреждениям, а его осанка и весь внешний вид излучает благородство. В 3 сезоне, после случая с появлением злодеев из другой вселенной из-за проделок Тараса Бульбы, он обещает избавиться от злодеев, и к нему присоединяются Гусёна и Зигзаг.
- Панчито Пистолес и Хосе Кариока (озвучивает Артуро дель Пуэрто и Бернардо де Паула) — участники музыкальной группы Трёх Кабальеро, друзья Дональда.
- Амунет (озвучивает Кри Саммер) — лидер слуг фараона Тота-Ра, жительница Египта.
- Фарис Джин (озвучивает Омид Абтахи) — таинственный воин, ищущий семейную реликвию, которую его древний род поклялся защищать. Он скуп на эмоции, когда ставит перед собой цель найти семейную реликвию. Он также беспощаден и готов даже разобрать поместье МакДака до основания, чтобы отыскать лампу. В то же время он благороден и имеет тягу к драматическим речам.
- Полнолун (озвучивает Роб Полсен) — один из жителей на Луне. Женат на Зените. Участвовал в Лунном вторжении, а после него остался на Земле. Стал работать новым ассистентом Гломгольда.
- Зенита (озвучивает Эйприл Уинчелл) — жена Полнолуна, жительница города на Луне. Участвовала в Лунном вторжении, однако потом осознала свою ошибку и осталась на Земле вместе с мужем.
- Фаза (озвучивает Лора Бэйли) — жительница города на Луне. Участвовала в Лунном вторжении, однако потом осталась на Земле. Устраивает вечеринки для лунян на Земле.
- Роксанна Фезерли (озвучивает Кэри Уолгрен) — корреспондент новостей Дакбурга.
- Джонни и Рэнди (озвучивает Кит Фергюсон) — ведущие популярного телевизионного шоу «Оттоманская Империя». Мастера на все руки, специализирующиеся на изготовлении оттоманок.
- Гендра Ди (озвучивает Джамила Джамиль) — бывший агент организации В.А.О.Н. Девушка-учёный, была подослана Клювсом, чтобы узнать пароль от костюма Уткоробота. Влюбляется в Фентона и после нескольких романтических встреч с ним, Гендра решила покинуть В.А.О.Н., но была схвачена Брэдфордом и заперта в Потерянной библиотеке. В финале 3 сезона и всего сериала Гендра была спасена Фентоном и семьей Даков.

#### Злодеи
- Флинтхарт Гломгольд (озвучивает Кит Фергюсон) — второй по величине состояния миллиардер в Дакбурге, заклятый враг Скруджа МакДака. Настоящее имя Флинтхарта — Дюк Приманка (а также он «Герой Земли» после последней серии 2 сезона, когда помог героям остановить Лунариса, и стал популярным и на Земле, и на Луне, но не стал лучше Скруджа). Он встретил Скруджа в Южной Африке, будучи ребёнком, и затаил на него обиду за то, что тот заплатил ему всего 10 центов за чистку гамашей. В отместку украл у Скруджа из кармана 2 миллиона, которые потратил на то, чтобы стать «первокласным шотландцем» и сколотить состояние. Поставил целью своей жизни стать самым богатым селезнем в мире и превзойти Скруджа. Владеет компанией «Гломгольд Индастриз». У Флинтхарта скверный характер, он нетерпелив и завидует Скруджу, пытается его обставить, строя немыслимо сложные и глупые планы его уничтожения. Гломгольд поддерживает со Скруджем деловые отношения, которые в большинстве случаев сводятся к соревнованиям и попыткам превзойти более удачливого Скруджа хоть в чём-то. Держит в качестве домашних животных акул, к которым очень привязан.
- Магика де Гипноз (озвучивает Кэтрин Тейт) — главный антагонист 1 сезона. Была заперта в первом десятицентовике Скруджа и появляется как тень Лины. В третьем сезоне, после случая с Фантомным Болтом, Магика обрела свободу и вернула свое тело. Магика хитрая и жестокая, а также очень коварная. Она силой удерживает Лину и шантажирует её. Магика ненавидит Скруджа из-за того, что считает его причиной превращения ее горячо любимого брата-двойняшки По в ворона, после чего тот навсегда пропал.
- Марк Клювс (озвучивает Джош Бренер) — миллиардер нового поколения, заработавший своё состояние благодаря подпискам на страницу его липового проекта «Та-да!». Основал компанию «Ваддлз», в которой сделал работу на него «прикольной». Все идеи крадёт, так как сам ничего изобрести или придумать не способен. Очарован Уткороботом и неоднократно пытался переманить его в свою компанию или похитить его броню. Никогда не расстается с телефоном и постоянно сидит в соцсетях. Вспыльчивый и капризный.
- Мамаша Гавс (озвучивает Марго Мартиндейл) — хитрая и жестокая преступница, глава и лидер семейства Гавс. Она гораздо умнее, чем другие Гавсы и показывает себя неплохим стратегом. Мечтает вернуть права на Дакбург, которые её отец проиграл Скруджу, когда Мамаша Гавс была ещё ребёнком.
- Братья Гавс (озвучивает Эрик Бауза) — основная группа братьев Гавс. Состоит из троих братьев: Обжоры, Громилы и Босса.
- Лунарис (озвучивает Лэнс Реддик) — инопланетянин-гуманоид, является главой города на Луне. Умён, рассудителен и расчётлив. Вынашивает планы по захвату Земли и превращению ее в спутник Луны. Главный антагонист 2 сезона сериала.
- В.А.О.Н. (англ. F.O.W.L.) — (Всемирная Ассоциация Отпетых Негодяев), террористическая организация, главной целью которой является мировое господство. В одной из серий третьего сезона показывается информация, когда была создана организация.
  - Брэдфорд Скряггард (озвучивает Марк Ивен Джексон) — антропоморфный стервятник, главный антагонист 3 сезона и всего сериала, возглавляющий Совет директоров «Макдак Энтерпрайз». Вместе с другими двумя стервятниками Бентли и Бафордом занимается вопросами финансирования, а также следит за всеми расходами Скруджа МакДака. Скрудж нанял их, потому что они даже большие скупердяи, чем он. Брэдфорд в прошлом работал на Ш.У.Ш.У. в качестве бухгалтера и именно в те времена он основал В.А.О.Н. В финале 3 сезона и всего мультсериала Брэдфорд попытался избавить мир от приключений (любимого занятия семьи Даков), так как он считал, что они приводят мир к хаосу и разрушениям. Ненависть к приключениям он приобрел из-за того, что в детстве был вынужден участвовать в них со своей бабушкой Изабэллой Зяблик, великой путешественницей, кумиром Скруджа и соосновательницей Общества Юных Сурков (Брэдфорд, кстати, был самым первым и худшим Юным Сурком). Для того, чтобы избавиться от приключений, Брэдфорд решил уничтожить не только исторические артефакты, которые не смогла найти его бабушка, но смогли найти Скрудж и его семья, но также и всю семью Скруджа и его друзей. Однако Брэдфорд был повержен Скруджем и его семьей, а после этого превращён разочаровавшейся в нем, как лидере злодеев, Магикой в обычного стервятника(альтернативная версия команды, осталась не у дел из-за призыва Дактлуху).
  - Чёрная Цапля (озвучивает Эйприл Уинчелл) — агент организации В.А.О.Н. Она сильна, хитра, умна и, судя по всему, обладает познаниями в биотехнологиях и инженерии, так как изготовила себе протез, одновременно являющийся оружием. Чёрная Цапля неоднократно вступала в схватку с Клювдией.
  - Стальной Клюв (озвучивает Джейсон Манцукас) — агент организации В.А.О.Н. Достаточно самолюбив. Стальной Клюв любит экстравагантно одеваться и имеет коллекцию фраков. Не переносит, когда кто-то говорит, что умнее его или называет его глупым.
  - Джон Дакбильт (озвучивает Джон Ходжман) — агент организации В.А.О.Н. Один из самых влиятельных членов «Клуба миллиардеров» Дакбурга, миллиардер и второй известный соперник Скруджа МакДака после Флинтхарта Гломгольда. Он не любит простолюдинов и сочиняет про них гнусные шуточки. Надменен и тщеславен, любит внимание к себе. Имеет при себе прислугу, похожего на Франкенштейна.
  - Фантом Болт (озвучивает Джанкарло Эспозито) — агент организации В.А.О.Н. Ненавидит магию и поклялся ее истребить после того, как Магика уничтожила его деревню.
  - Дон Карнаж (озвучивает Хайме Камил) — злодей, предводитель воздушных пиратов. Умный и хитрый лидер, однако не терпит, когда его команда глупит или не подчиняется, из-за чего Карнаж часто ругает своих подчинённых. Ему не нравится, когда называют его или его идеи глупыми. В то же время он самовлюблённый и самоуверенный, ему присущ нарциссизм. Он любит быть в центре внимания и объектом восхищения, но чести не лишён. Имеет склонности к драматизму и актёрству, так как этот прием помогал ограбить целые самолеты. В 3 сезоне он стал агентом В.А.О.Н. и в его финале попытался расправиться со своим заклятым врагом — Вилли Даком, но эта попытка оказалась провальной.
- Габби Макстабберсон (озвучивает Дженнифер Хейл) — наёмница, ранее работала на Флинтхарта Гломгольда. По её словам, клинок — единственное, что у неё осталось от родителей, а вырастили ее монахи. Бесстрашная и владеет боевыми искусствами.
- Слэш и Хэк Смашников (озвучивает Сэм Ригел и Джейсон Мэрсден) — наёмники, братья-волки, ранее работающие на Флинтхарта Гломгольда.
- Сокол Грейвс (озвучивает Робин Аткин Даунс[5]) — суровый наёмник. Он привык разговаривать коротко и по делу и так же прямо и хладнокровно действовать, идя напролом. Владеет боевыми навыками рукопашного боя. Был нанят Клювсом для того, чтобы похитить вымышленный проект «Та-да!», после чего не переносит Клювса и Вилли Дака.
- Джим Дроздлинг / Антиплащ / актёр, исполняющий роль Чёрного Плаща в одноименном сериале (озвучивает Джим Каммингс) — известная телезвезда, игравший Чёрного Плаща в старом сериале. Однако впоследствии его карьера пошла на спад. В итоге становится реальным злодеем Антиплащом.
- Джун (озвучивает Ньоэл Уэллс) — искусственно выведенный Брэдфордом и Чёрной Цаплей, клон в паре с сестрой Мэй из пера Поночки Вандеркряк. Обе имеют схожую внешность, позже они становятся сёстрами-тройняшками.
- Мэй (озвучивает Рики Линдхоум) — искусственно выведенный клон в паре со своей старшей сестрой Джун Брэдфордом и Чёрной Цаплей из пера Поночки Вандеркряк. У них схожая внешность, позже они становятся сёстрами.

### Прочие роли
| 1 сезон: - Брэдли Дэррил Вонг — Льюи Хай - Бассем Юссеф — Тот-Ра, Сабаф - Кори Бертон — Модус, Ликвигад, Людвиг фон Дрейк - Майкл Белл — Квага - Тара Стронг — Роза - Андреа Либман — Гроза - Сэм Ригел — Гэвин - Кимберли Брукс — Деревяшка Мэг - Грэм Мактавиш — Фергус МакДак - Эшли Дженсен — Дони Макдак 2 сезон: - Дженнифер Хейл — Океаника - Джон Ди Маджо — Рыбо - Грей Делайл — Лов - Джек Макбрайер — Прошлое - Билл Фагербакки — Настоящее - Томас Кенни — Доктор Атмо Страх - Эдгар Райт — Алистер Бурлебедь - Джеймс Адомиан — Джонс - Ди Брэдли Бейкер — Бабба Дак, Бенжамин Франклюв - Фред Таташор — Бомби | 3 сезон: - Стивен Рут — Справочник юных сурков - Билл Фармер — Гуфи - Джэлил Уайт — Джин - Ретта — Волшебная Арфа - Хинден Уолш — Алетая - Грег Сайпс — Веро - Джефф Беннетт — Король Искринус - Тресс Макнилл — Дейзи Дак - Биби Нойвирт — Эмма Гламур - Кэри-Хироюки Тагава — Доктор Акита - Тэмлин Томита — Инспектор Тэдзука - Кристофер Хивью — Ёрмунганд - Эми Седарис — Пеппер - Даг Джонс — Утка оборотень - Клэнси Браун — Франкенштейн - Сельма Блэр — Ведьма Хейзел - Джеймс Марстерс — Носферату - Нестор Карбонель — Понсе де Леон - Стефани Беатрис — Гусёна - Джеймс Монро Айглхарт — Тарас Бульба - Флула Борг — Барон специй - Мишель Гомес — Матильда Макдак - Хью Бонневилль — Санта Клаус - Адам Палли — Кит Ветрогон - Элиза Коуп — Молли Каннингем - Мартин Фримен — По де Гипноз - Рики Линдхоум — Мэй - Ноэль Уэллс — Джун - Кит Дэвид — Мэнни Безголовый Чело-Конь |

## Русский дубляж
| Студия                                                                               | Режиссёр дубляжа |
| ------------------------------------------------------------------------------------ | ---------------- |
| Мультсериал дублируется студией «Невафильм» по заказу компании «Disney» с 2017 года. | Ольга Ефимова    |

| Актёр | Роль                                                          |
| --- | ------------------------------------------------------------- |
| Валерий Кухарешин | Скрудж Макдак                                                 |
| Иван Чабан | Билли Дак                                                     |
| Александр Быковский | Вилли Дак                                                     |
| Виталий Куклин | Дилли Дак                                                     |
| Марианна Мокшина | Поночка Вандеркряк                                            |
| Татьяна Иванова | Бентина Клювдия                                               |
| Александр Матвеев | Зигзаг Маккряк                                                |
| Константин Петров | Дональд Дак                                                   |
| Мария Цветкова-Овсянникова | Делла Дак                                                     |
| Давид Бродский | Флинтхарт Гломгольд / Дакворт / Дон Карнаж / Глэдстоун Гэндер |
| Александр Васильев | Винт Разболтайло                                              |
| Михаил Хрусталёв | Фентон Крякшелл-Кабрера / Утко-робот «Гизмо»                  |
| Наталья Виноградова | Лина                                                          |
| Александра Жарова | Вайолет Саблекрыл                                             |
| Ольга Вечерик | Магика де Гипноз                                              |
| Анна Вавилова | Мамаша Гавс                                                   |
| Алексей Макрецкий | Братья Гавс                                                   |
| Игорь Мосюк | Марк Клювс                                                    |
| Борис Хасанов | Брэдфорд Скряггард / Бентли Скряггард                         |
| Инна Сафарова, Юлия Зоркина, Анна Слынько, Вадим Прохоров, Алексей Штукин, Алексей Кузнецов, Лидия Мельникова, Станислав Концевич, Артём Веселов, Дмитрий Стрелков, Елена Мелешкова, Валентин Морозов, Максим Сергеев, Андрей Пирог и другие | Остальные роли                                                |

## Производство
Мэтт Янгберг и Франсиско Ангонес выросли на оригинальном сериале и всегда хотели разработать обновлённую версию для нового поколения. В одном из интервью, Янгберг сказал: «Мы надеемся, что через тридцать лет дети, которые смотрят наше шоу, вернут следующую версию „Утиных историй“, потому что им так понравилось то, что мы сделали». Перезапуск Утиных историй был анонсирован 25 февраля 2015 года.
В мае 2015 года Терри Макговерн, оригинальный голос Зигзага МакКряка, заявил в интервью, что весь актёрский состав из оригинального сериала не вернётся для перезапуска, что заставило его «ужаснуться» в некоторых новостях. Новый голосовой состав сериала был раскрыт 16 декабря 2016 года в видео, в котором они поют акапелла версию заставки мультсериала. В мае следующего года Лин-Мануэль Миранда был объявлен голосом Фэнтона Крякшелла-Кабрера. Персонаж был изменён на латиноамериканца из-за наследия Лин-Мануэля и потому, что Ангонес чувствовал, что положительных латиноамериканских супергероев слишком мало в настоящее время в сериалах. В июне было объявлено о новых актёрах, в том числе о Тони Ансельмо, который снова сыграет роль Дональда Дака, а во время Comic-Con в Сан-Диего в 2017 году Disney объявил, что Чёрный плащ также появится в сериале. В марте 2017 года, ещё до премьеры первого сезона, мультсериал уже был официально продлён на второй сезон. 13 сентября был запланирован выход комиксов IDW Publishing на основе нового мультсериала.
На Comic-Con в Сан-Диего в 2019 году было показано, что несколько персонажей из других мультсериалов Disney Television Animation появятся в третьем сезоне шоу: Чип и Дейл, рейнджеры-спасатели из «Чип и Дейл спешат на помощь»; Кит Ветрогон и Молли Каннингем из «Чудеса на виражах»; Риноки и Баттербер из «Ваззлы»; Гусёна Лапчатая из «Чёрный плащ»; Гуфи из «Гуфи и его команда» и Дейзи Дак.
На художественный стиль шоу сильно повлияли не только оригинальные комиксы Карла Баркса о Скрудже Макдаке, но и некоторые картины Баркса. Музыкальная тема, написанная Марком Мюллером для сериала 1987 года, была перезаписана для перезапуска 2017 года. Его аранжировали Майкл «Смиди» Смитанд и Ти Джей Стаффорд, а спела Фелиция Бартон.
Дональд Дак играет большую роль в этом перезапуске, по сравнению с версией 1980-х годов. Более ранняя версия была ограничена указом компании Уолта Диснея, в котором говорилось, что телестудия не может использовать Дональда или любых других звёзд из короткометражек Золотого века Диснея, позволяя Дональду появляться только в коротких эпизодах для создания сюжетных линий; это ограничение было снято вскоре после окончания оригинальной версии Утиных историй.

## Выпуск

### Трансляция
2 марта 2017 года вышел официальный трейлер. Премьера 44-минутного пилотного эпизода под названием Woo-oo! состоялась 12 августа в 00:00 и повторялась последовательно в течение следующих 24 часов на телеканале Disney XD. Двумя днями позже, 14 августа, пилотная версия также была опубликована на YouTube, хотя с тех пор она была удалена. Пилотная версия также была показана на оригинальном канале Disney 17 сентября 2017 года. Официальная премьера сериала состоялась 23 сентября 2017 года, что совпало с 30-летием оригинального шоу. В Канаде премьера пилотного проекта состоялась 12 августа на Disney XD, а полный сериал стартовал 23 сентября 2017 года. В Австралии и Новой Зеландии премьера шоу состоялась 13 октября 2017 года на канале Disney. В Соединённом Королевстве и Ирландии премьера пилотного проекта состоялась 4 ноября 2017 года на канале Disney. В России мультсериал начал трансляцию с 6 ноября 2017 года на телеканале Дисней. В первом сезоне 21 серия по 22 минуты и 2 серии по 45 минут. 1 мая 2018 года шоу переместилось на канал Disney, а новые серии стали выходить в эфир по пятницам, начиная с 4 мая 2018 года в США. В третьем сезоне сериал снова начал транслироваться на Disney XD.
20 октября 2020 года 44-минутный эпизод третьего сезона на тему Чёрного плаща «Ну-ка, от винта!» был бесплатно доступен на канале Disney XD на YouTube.

### Маркетинг
7 декабря 2016 года к сериалу был выпущен тизер-трейлер. Было объявлено, что первый сезон будет состоять из 21 получасовой серии и двух часовых специальных выпусков. 10 марта 2017 года трейлер «Утиных историй» был показан на телеканале Disney во время трансляции мультсериала Рапунцель: Новая история, а 14 июня 2017 года — заглавный эпизод сериала, включающий перезапуск музыкальной темы, написанной Марком Мюллером в исполнении Фелиции Бартон.

### Медиа
DVD под названием Woo-oo! было выпущено 19 декабря 2017 года в США и 9 июля 2018 года в Великобритании и Ирландии. DVD содержит пилотный эпизод и все 6 короткометражек под названием «Добро пожаловать в Дакбург». Второй DVD под названием Destination Adventure! был выпущен 5 июня 2018 года. Он содержит эпизоды «День рождения в духе Гавсов», «Живые мумии Тота-Ра», «Непокорная вершина Невереста», «Копьё Селены», «Тайны гольфа» и «Осторожно: М.О.Д.У.С.!», а также 2 эпизода оригинального сериала 1987 года, ранее не издававшегося на DVD («Атакуют супердети» и «Утки высокого полёта»).
| Регионы | Название               | Сезоны | Соотношение сторон                   | Количество эпизодов | Дата выхода                                         |
| ------- | ---------------------- | ------ | ------------------------------------ | ------------------- | --------------------------------------------------- |
| 1 & 2   | Woo-oo!                | 1      | 1.78:1                               | 1                   | 19 декабря, 2017 (Регион 1) 9 июля, 2018 (Регион 2) |
| 1       | Destination Adventure! | 1      | 1.78:1, 1.33:1 (классический сериал) | 6                   | 5 июня, 2018                                        |

iTunes и Amazon Prime Video в США предлагают приобрести первый и второй сезоны, разделённые на четыре тома.
Первый и второй сезоны были выпущены на Disney+ с момента его запуска, но пользователи отметили, что эпизоды выходят не в хронологической последовательности. 26 июня 2020 года эпизоды сериала были расположены в правильном порядке. Весь третий сезон был выпущен на Disney+ 30 апреля 2021 года.

## Критика и отзывы
Rotten Tomatoes сообщает, что рейтинг одобрения первого сезона мультсериала составляет 100 % на основе 12 рецензий, при среднем рейтинге 9,0 / 10.
Крис Хейнер из IGN дал премьере сериала Woo-oo! 8,5 баллов из 10, заявив, что перезапуск «может быть нацелен на современную молодую аудиторию, но нельзя отрицать сердце и авантюрный дух, которые он получил от оригинального сериала». IndieWire похвалил премьеру сериала, заявив, что «перезапуск сериала сохраняет все важные оригинальные черты. Выпускница „Американского идола“ Фелиция Бартон перезаписала фирменную музыкальную тему, но сохранила её чувство веселья и волнения». Collider оценил последний сезон на 5 из 5 и указал, что «третий сезон действительно стал началом нового видения любимого фанатами сериала». Den of Geek положительно оценил последний эпизод шоу, заявив: «Теперь, когда шоу закончилось, я не сомневаюсь, что ещё больше людей посмотрят его на Disney+ и поймут, насколько оно было особенным». ComicsBeat похвалил сериал, заявив: «С безупречным актёрским составом, умным чувством юмора и приверженностью основным тематическим проблемам истории эти три сезона представляют собой наилучший сценарий для перезапуска любимого телешоу: сенсационно самосознательный сериал, который серьёзно относится к своим персонажам, но при этом поставляет фарс». CinemaBlend дал положительный отзыв о сериале, высоко оценив юмор шоу, а также игру актёров озвучивания.
Музыкальная тема из заставки мультсериала, написанная автором поп-песен Марком Мюллером (как слова, так и музыка), стала предметом статьи в журнале Vanity Fair в 2017 году, в которой песня была названа «Самой запоминающейся минутной песней в истории».
Создатель диснеевских комиксов Дон Роса, известный многими сериями комиксов про Скруджа Макдака, Дональда Дака и других персонажей Диснея, заявил, что перезагрузка Утиных историй «практически не имеет никакого сходства» с оригинальными комиксами Карла Баркса.

## Атрибутика

### Книги
В 2018 году издательство Disney Press опубликовало книгу-компаньон «Утиные истории: Дневник отпетого искателя приключений», охватывающую большую часть первого сезона, с точки зрения Скруджа, Билли, Вилли и Дилли. Сценарий написан Робом Ренцетти и сценаристом шоу Рэйчел Вайн.
В 2022 году Кен Плюм рассказал, что работает над художественной книгой по мотивам нового мультсериала. Книга под названием «Искусство утиных историй» издаётся издательством Dark Horse Comics и должна выйти 24 октября 2022 года.

### Комиксы
Издательство IDW Publishing публикует продолжающуюся серию комиксов, основанную на сериале, в которой Джо Караманья, Джоуи Кавальери и Стив Белинг разделяют писательские обязанности, а Лука Усаи, Джанфранко Флорио и другие занимаются рисовкой. Пилотный комикс был выпущен 19 июля 2017 года, а первый выпуск комикса — 27 сентября.
Отдельные выпуски также собраны в мягкой обложке:
- «Сокровищница» (ISBN 978-1-68405-208-0), сборник выпусков № 0-2
- «Тайны и кряквы» (ISBN 978-1-68405-230-1), сборник выпусков № 3-5
- «Квесты и Шарлатаны» (ISBN 978-1-68405-319-3), сборник выпусков № 6-8
- «Игры с птицами» (ISBN 978-1-68405-403-9), сборник выпусков № 9-11
- «Монстры и Беспредел» (ISBN 978-1-68405-490-9), сборник выпусков № 12-14
- «Озорники и негодяи» (ISBN 978-1-68405-559-3), сборник выпусков № 15-17
- «Самозванцы и Стажёры» (ISBN 978-1-68405-613-2), сборник выпусков № 18-20